# Rancho Nuevo, San Juan Evangelista
Rancho Nuevo är en ort i Mexiko.   Den ligger i kommunen San Juan Evangelista och delstaten Veracruz, i den sydöstra delen av landet, 500 km öster om huvudstaden Mexico City. Rancho Nuevo ligger 77 meter över havet och antalet invånare är 816.
Terrängen runt Rancho Nuevo är platt. Runt Rancho Nuevo är det ganska tätbefolkat, med 67 invånare per kvadratkilometer. Närmaste större samhälle är Acayucan, 18,1 km öster om Rancho Nuevo. Omgivningarna runt Rancho Nuevo är en mosaik av jordbruksmark och naturlig växtlighet.